# Japan Ice Hockey League 1981/82
Die Saison 1981/82 war die 16. Spielzeit der Japan Ice Hockey League, der höchsten japanischen Eishockeyspielklasse. Meister wurden zum insgesamt fünften Mal in der Vereinsgeschichte die Ōji Eagles. Topscorer mit 89 Punkten wurde Scott MacLeod vom Jujo Ice Hockey Club.

## Modus
In der Regulären Saison absolvierte jede der sechs Mannschaften insgesamt 30 Spiele. Der Erstplatzierte nach der Regulären Saison wurde Meister. Für einen Sieg erhielt jede Mannschaft zwei Punkte, bei einem Unentschieden einen Punkt und bei einer Niederlage null Punkte.

## Reguläre Saison

### Tabelle
|    | Team                                | GP | W  | L  | T | GF  | GA  | Pts |
| -- | ----------------------------------- | -- | -- | -- | - | --- | --- | --- |
| 1. | Ōji Eagles                          | 30 | 27 | 0  | 3 | 208 | 98  | 57  |
| 2. | Seibu Prince Rabbits                | 30 | 18 | 9  | 3 | 125 | 80  | 39  |
| 3. | Kokudo Ice Hockey Club              | 30 | 13 | 12 | 5 | 111 | 124 | 31  |
| 4. | Snow Brand Ice Hockey Club          | 30 | 10 | 19 | 1 | 119 | 140 | 21  |
| 5. | Jūjō Papaer Kushiro Ice Hockey Club | 30 | 8  | 18 | 4 | 134 | 169 | 20  |
| 6. | Furukawa Ice Hockey Club            | 30 | 5  | 23 | 2 | 78  | 164 | 12  |

GP = Spiele, W = Siege, L = Niederlagen, T = Unentschieden

### Topscorer
Abkürzungen: T = Tore, A = Assists, P = Punkte
|     | Spieler           | Team       | T  | A  | P  |
| --- | ----------------- | ---------- | -- | -- | -- |
| 1.  | Scott MacLeod     | Jujo       | 37 | 52 | 89 |
| 2.  | Wladimir Schadrin | Ōji        | 25 | 54 | 79 |
| 3.  | Sadaki Honma      | Ōji        | 40 | 21 | 61 |
| 4.  | Serge Boisvert    | Snow Brand | 29 | 20 | 49 |
| 5.  | Tsuyoshi Azuma    | Ōji        | 22 | 26 | 48 |
| 6.  | Shinji Sawazaki   | Jujo       | 22 | 23 | 45 |
| 7.  | Juri Ljapkin      | Ōji        | 23 | 21 | 44 |
| 8.  | Satoru Misawa     | Seibu      | 24 | 16 | 40 |
| 9.  | Yasuhiro Tamaoki  | Jujo       | 17 | 20 | 37 |
| 10. | Garry Monahan     | Seibu      | 17 | 19 | 36 |

## Auszeichnungen
- Most Valuable Player – Sadaki Honma, Ōji Eagles
- Rookie of the Year – Kazumi Unjo, Kokudo Ice Hockey Club

## All-Star-Team
| Tor          | Kazuo Araya (Ōji)    | Kazuo Araya (Ōji)    | Kazuo Araya (Ōji)       | Kazuo Araya (Ōji)       | Kazuo Araya (Ōji)  | Kazuo Araya (Ōji)  |
| Verteidigung | Juri Ljapkin (Ōji)   | Juri Ljapkin (Ōji)   | Juri Ljapkin (Ōji)      | Koji Wakasa (Ōji)       | Koji Wakasa (Ōji)  | Koji Wakasa (Ōji)  |
| Sturm        | Tsuyoshi Azuma (Ōji) | Tsuyoshi Azuma (Ōji) | Wladimir Schadrin (Ōji) | Wladimir Schadrin (Ōji) | Sadaki Honma (Ōji) | Sadaki Honma (Ōji) |